# Mats Kardell (kroppsbyggare)
Mats Sören Kardell, född 29 november 1959 i Mjölby församling, Östergötlands län, är en svensk före detta kroppsbyggare, aktiv från 1980. Han tog under sin karriär fyra SM-guld i bodybuilding, och blev 1988 tvåa i VM i Australien.
Mats Kardell dopade sig samt använde droger under sin karriär, och efter karriären ökade hans drogmissbruk samt han påbörjade även missbruk av alkohol. Sedan 2008 är han nykter och arbetar numera på ett gym i Mjölby.
2015 gav han ut en bok om sin kroppsbyggarkarriär och de efterföljande problemen, Dopning, dieter och drivkrafter, tillsammans med frilansjournalisten Katarina Johnson.